# Катастрофа Royal Air Maroc Flight 630
30°26′00″ пн. ш. 9°36′00″ зх. д. / 30.4333° пн. ш. 9.6° зх. д.
Рейс 630 Royal Air Maroc пасажирський рейсом 21 серпня 1994 року, який розбився приблизно через десять хвилин після зльоту з аеропорту Агадір-Аль-Масіра. Усі 44 пасажири та члени екіпажу на борту загинули. Це була найбільша катастрофа літака ATR 42 на той момент. Пізніше розслідування показало, що катастрофу навмисно спричинив пілот.

## Літак і екіпаж
Літак ATR 42-312 здійснив перший політ 20 січня 1989 року. Переданий 24 березня того ж року у Royal Air Maroc. Літак був оснащений двома турбогвинтовими двигунами Pratt. &amp; Whitney Canada PW120.
Капітан — 32-річний Юнес Хаяті, який мав 4500 годин нальоту. Другий пілот — Софія Фігігі.

## Політ
Рейс 630 був регулярним рейсом з Агадіра, Марокко до Касабланки, що здійснювався літаком ATR 42. Приблизно на 10 хвилині польоту, під час підйому на висоту 16 000 футів (4900 м), літак увійшов у круте піке і впав у районі Атласькіх гір приблизно за 32 км на північ від Агадіра.
На борту були кувейтський принц (брат міністра оборони Кувейту Сабаха аль-Ахмада аль-Джабера ас-Сабаха) та його дружина. Щонайменше 20 пасажирів рейсу були не марокканцями. Серед них вісім італійців, п'ять французів, чотири голландці, двоє кувейтців та один американець.

## Розслідування
Комісія, що розслідувала катастрофу, встановила, що автопілот ATR 42 був навмисно відключений капітаном Хаяті, який свідомо розбив літак. Профспілка пілотів оскаржила висновок щодо самогубства. Аварія була найсмертоноснішим інцидентом із літаком ATR 42 на той момент.